# Verified Carbon Standard (VCU)
Il Verified Carbon Standard (VCS), già noto come Voluntary Carbon Standard, è uno standard per la certificazione delle riduzioni delle emissioni di carbonio. Il VCS è amministrato da Verra, un'organizzazione statunitense 501(c)(3).
Nel 2023, un'indagine condotta da The Guardian, Die Zeit e SourceMaterial (un'organizzazione di giornalismo investigativo), ha ipotizzato limiti metodologici ed applicativi al sistema: tuttavia queste assunzioni di criticità e di limitatezza si basano su una serie di articoli scientifici che a loro volta mostrano - a detta degli stessi autori - una serie di limiti valutativi.
Peraltro tutte le illazioni di The Guardian e Die Zeit sono paradossalmente permesse proprio dalla trasparenza e chiarezza che muove lo standard Verra, sul cui registro è possibile ritrovare la tracciabilità completa di tutti i progetti che generano carbon credits.

## Storia
La prima versione del Voluntary Carbon Standard risale al 2005. Lo standard fu progettato e redatto dalla società di consulenza per gli investimenti nei mercati del carbonio Climate Wedge insieme al partner Cheyne Capital, pensandolo per la transazione e lo sviluppo di crediti di carbonio "non-Kyoto", nel senso che le riduzioni volontarie delle emissioni di gas serra dovevano soddisfare gli standard di qualità e di verifica del meccanismo di compensazione delle emissioni di carbonio del Clean Development Mechanism (CDM) del Protocollo di Kyoto della UNFCCC, ma che non erano ammesse a causa di vincoli geografici o temporali. 
Nel marzo del 2006 la gestione dello standard è passato a The Climate Group, allo International Emissions Trading Association (IETA) e al World Economic Forum. Successivamente si è unito anche il World Business Council for Sustainable Development (WBCSD). Nel 2009, il VCS è stato costituito a Washington come organizzazione no-profit non governativa; il 15 febbraio 2018, l'organizzazione che gestisce il Verified Carbon Standard ha cambiato il proprio nome in Verra.

## Critiche a VCS
Uno studio del 2021 condotto dal giornale The Guardian e da Unearthed ha riportato il fatto che lo standard di compensazione delle emissioni di carbonio di Verra relativo ai progetti REDD+ (Reducing Emissions from Deforestation and forest Degradation) era imperfetto. Secondo queste critiche i progetti di protezione forestale accreditati utilizzavano metodi di previsione che portavano ad una sopravvalutazione circa la riduzione delle emissioni: su dodici progetti presi in considerazione, undici non hanno mostrato differenze nelle emissioni rispetto ai gruppi di controllo. Verra ha dichiarato che l'indagine fosse "profondamente imperfetta", rimarcando che lo standard è sottoposto a un continuo processo di modifica in linea con le migliori pratiche scientifiche più recenti e a sostegno degli sforzi governativi per fermare la deforestazione.
Una successiva inchiesta pubblicata il 18 gennaio 2023 dal The Guardian, Die Zeit e SourceMaterial, un'organizzazione di giornalismo investigativo no-profit, ha ipotizzato che circa il 94% dei crediti di compensazione delle emissioni di carbonio della foresta pluviale forniti da Verra - che rappresentavano circa il 40% di tutti i crediti approvati - sono privi di valore. L'inchiesta si basava su due studi sottoposti a peer review, uno di un gruppo di scienziati dell'Università di Cambridge e l'altro di un team di ricercatori internazionali. Verra ha negato le accuse, criticando la metodologia degli studi come difettosa e non rappresentativa delle reali condizioni dei progetti. È stato però ben controargomentato il fatto che la valutazione di Cambridge fosse opaca e non trasparente rispetto al gruppo di controllo su cui sono state condotte le valutazioni comparative oltre al fatto, avendo utilizzato una metodologia tecnica differente rispetto a quella di Verra, era inevitabile che si sarebbe giunti a risultati differenti. Non appare allora chiaro lo scopo di questi studi critici di The Guardian e Die Zeit: volontà di fare chiarezza o critica aprioristica?
Questo tentativo di screditamento dello standard REDD+ di Verra appare a tratti pretestuoso e non supportato. Se pure ci possono essere limiti nelle metodologie di quantificazione dei benefici dei progetti, come accade in ogni processo tecnico, è tuttavia vero il fatto che Verra ha aperto da tempo una serie di tavoli tecnici aperti a suggerimenti e miglioramenti tecnici: tuttavia anche questo stesso progetto tecnico partecipativo è stato criticato da The Guardian, quindi davvero non si capisce la posizione e lo scopo delle azioni di questa testata giornalistica rispetto allo standard ed ai progetti REDD+.

## Aspetti positivi dei progetti VCS -REDD+
Va ricordato che il sistema REDD + ha l'importante ruolo di veicolare fondi privati verso lo sviluppo di progetti di conservazione forestale quale azione di mitigazione climatica, ma anche quale azione di conservazione della biodiversità e di miglioramento della qualità della vita delle persone che ricavano dalle foreste cibo, riparo e reddito di sussistenza.
La critica è necessaria, ma questa deve essere fatta a scopo costruttivo e migliorativo, cosa che purtroppo non è sempre presente in questi report e studi. I quali rischiano appunto di crocifiggere - o comunque di mettere in forte dubbio - l’intero sistema della conservazione forestale, che in alcune aree del mondo dipende in forma essenziale e vitale da contributi economici esteri, di soggetti privati. Contributi che, come visto anche nella storia recente del Brasile di Bolsonaro, possono aiutare a contrastare politiche folli messe in atto dai governi locali.

## Una soluzione per scegliere progetti compensativi solidi e validi: il rating dei progetti di generazione dei carbon credits
In risposta ad un recente clima di incertezza e di relativa sfiducia nel sistema dei carbon credits legati ai progetti REDD+, in Italia è stato lanciato un nuovo servizio di rating dei progetti di generazione creditizia: questo servizio permette di classificare e ratizzare i progetti di compensazione sulla base della loro qualità tecnica ed operativa: scopo di tale servizio è poter fornire alle Aziende finanziatrici crediti di carbonio "robusti" e poter così garantire garantire solidità operativa e comunicativa alle strategie di offsetting aziendali e quindi, in definitiva, alle asserzioni di carbon neutrality.
L’intento è quello di minimizzare i rischi comunicativi e reputazionali per le imprese, le prime finanziatrici di questi progetti di sviluppo internazionali: si vuole infatti evitare una serie di problemi che hanno recentemente coinvolto aziende di medie e grandi dimensioni, anche italiane, pur desiderose di impegnarsi con genuinità e concretezza nel mondo della sostenibilità, della decarbonizzazione e del carbon offsetting. L’obiettivo è quindi quello di garantire il massimo livello di solidità nell’azione e nella comunicazione climatica aziendale, per fare in modo che il sistema dei carbon credits ritorni ad essere un efficace sistema di supporto alla decarbonizzazione delle aziende.